# Johannes Laaksonen
Johannes Laaksonen (Kotka, 13 december 1990) is een Fins voetballer die uitkomt voor de Finse club SJK Seinäjoki. Hij speelt als verdedigende middenvelder. Met SJK Seinäjoki won hij in 2015 de Finse landstitel.

## Interlandcarrière
Onder leiding van bondscoach Mika-Matti Paatelainen maakte Laaksonen zijn interlanddebuut voor Finland op 19 januari 2015 in de vriendschappelijke wedstrijd tegen Zweden (0-1), net als Roope Riski (Hønefoss BK) en Robin Lod (HJK Helsinki). Riski nam in dat duel de enige treffer voor zijn rekening. Laaksonen viel in dat duel na 76 minuten in voor Toni Kolehmainen.

## Erelijst
SJK Seinäjoki
- Fins landskampioen

2015